# Rally di Svezia 2012
Il Rally di Svezia, che si è corso dal 9 al 12 febbraio, è stato il secondo della stagione 2012 e ha registrato la vittoria di Jari-Matti Latvala.

## Risultati

### Classifica
| Pos          | Pilota               | Co-pilota          | Auto                       | Tempo     | Distacco   | Punti    |
| Generale     | Generale             | Generale           | Generale                   | Generale  | Generale   | Generale |
| ------------ | -------------------- | ------------------ | -------------------------- | --------- | ---------- | -------- |
| 1.           | Jari-Matti Latvala   | Miikka Anttila     | Ford Fiesta RS WRC         | 3:18:28.3 | 0.0        | 26       |
| 2.           | Mikko Hirvonen       | Jarmo Lehtinen     | Citroën DS3 WRC            | 3:18:44.9 | +16.6      | 18       |
| 3.           | Mads Østberg         | Jonas Andersson    | Ford Fiesta RS WRC         | 3:19:07.1 | +38.8      | 15       |
| 4.           | Petter Solberg       | Chris Patterson    | Ford Fiesta RS WRC         | 3:19:42.6 | +1:14.3    | 14       |
| 5.           | Evgeny Novikov       | Denis Giraudet     | Ford Fiesta RS WRC         | 3:21:09.7 | +2:41.4    | 10       |
| 6.           | Sébastien Loeb       | Daniel Elena       | Citroën DS3 WRC            | 3:21:23.4 | +2:55.1    | 11       |
| 7.           | Henning Solberg      | Ilka Minor         | Ford Fiesta RS WRC         | 3:22:17.8 | +3:49.5    | 6        |
| 8.           | Patrik Sandell       | Staffan Parmander  | Mini John Cooper Works WRC | 3:23:37.2 | +5:08.9    | 4        |
| 9.           | Martin Prokop        | Zdeněk Hrůza       | Ford Fiesta RS WRC         | 3:23:58.3 | +5:30.0    | 2        |
| 10.          | Eyvind Brynildsen    | Cato Menkerud      | Ford Fiesta RS WRC         | 3:24:55.5 | +6:27.2    | 1        |
| S2000 / SWRC |                      |                    |                            |           |            |          |
| 1. (11.)     | Sébastien Ogier      | Julien Ingrassia   | Škoda Fabia S2000          | 3:26:03.3 | 0.0        | -        |
| 2. (13.)     | Andreas Mikkelsen    | Ola Fløene         | Škoda Fabia S2000          | 3:28:46.8 | +2:43.5    | -        |
| 3. (14.)     | Per-Gunnar Andersson | Emil Axelsson      | Proton Satria Neo S2000    | 3:30:16.8 | +4:13.5    | 25       |
| 4. (16.)     | Craig Breen          | Gareth Roberts     | Ford Fiesta S2000          | 3:31:52.6 | +5:49.3    | 18       |
| 5. (18.)     | Pontus Tidemand      | Jørgen Nordhagen   | Škoda Fabia S2000          | 3:33:06.4 | +7:02.1    | 15       |
| 6. (23.)     | Hayden Paddon        | John Kennard       | Škoda Fabia S2000          | 3:39:26.9 | +13:23.6   | 12       |
| 7. (24.)     | Yazeed Al-Rajhi      | Michael Orr        | Ford Fiesta S2000          | 3:44:34.4 | +18:31.1   | 10       |
| 8. (34.)     | Maciej Oleksowicz    | Andrzej Obrebowski | Ford Fiesta S2000          | 4:18:50.4 | +52:47.1   | 8        |
| 9. (37.)     | Alister McRae        | Bill Hayes         | Proton Satria Neo S2000    | 4:31:02.1 | +1:04:58.8 | 6        |

### Prove speciali
| Giorno                     | Prova | Ora   | Nome                    | Lunghezza | Vincitore                       | Tempo   | V. media    | Leader del rally   |
| -------------------------- | ----- | ----- | ----------------------- | --------- | ------------------------------- | ------- | ----------- | ------------------ |
| Frazione 1 (9–10 febbraio) | SS1   | 20:04 | SSS Karlstad 1          | 1.90 km   | Dani Sordo                      | 1:34.2  | 72.61 km/h  | Dani Sordo         |
| Frazione 1 (9–10 febbraio) | SS2   | 8:04  | Mitandersfors           | 27.07 km  | Mads Østberg Jari-Matti Latvala | 14:13.0 | 115.60 km/h | Mads Østberg       |
| Frazione 1 (9–10 febbraio) | SS3   | 9:28  | Opaker 1                | 20.17 km  | Sébastien Loeb                  | 10:45.8 | 112.44 km/h | Jari-Matti Latvala |
| Frazione 1 (9–10 febbraio) | SS4   | 10:03 | Kirkener 1              | 7.10 km   | Mikko Hirvonen                  | 5:41.0  | 74.96 km/h  | Jari-Matti Latvala |
| Frazione 1 (9–10 febbraio) | SS5   | 10:38 | Finnskogen 1            | 20.97 km  | Mikko Hirvonen                  | 11:57.2 | 105.25 km/h | Mikko Hirvonen     |
| Frazione 1 (9–10 febbraio) | SS6   | 12:48 | Opaker 2                | 20.17 km  | Sébastien Loeb                  | 10:30.1 | 115.24 km/h | Mikko Hirvonen     |
| Frazione 1 (9–10 febbraio) | SS7   | 13:23 | Kirkener 2              | 7.10 km   | Mikko Hirvonen                  | 5:34.9  | 76.32 km/h  | Mikko Hirvonen     |
| Frazione 1 (9–10 febbraio) | SS8   | 13:58 | Finnskogen 2            | 20.97 km  | Jari-Matti Latvala              | 11:48.3 | 106.58 km/h | Jari-Matti Latvala |
| Frazione 1 (9–10 febbraio) | SS9   | 16:05 | Torsby                  | 19.21 km  | Petter Solberg                  | 9:51.5  | 116.91 km/h | Jari-Matti Latvala |
| Frazione 1 (9–10 febbraio) | SS10  | 19:20 | SSS Karlstad 2          | 1.90 km   | Petter Solberg                  | 1:32.6  | 73.87 km/h  | Jari-Matti Latvala |
| Frazione 2 (11 febbraio)   | SS11  | 7:58  | Vargåsen 1              | 24.63 km  | Jari-Matti Latvala              | 12:08.6 | 121.70 km/h | Jari-Matti Latvala |
| Frazione 2 (11 febbraio)   | SS12  | 9:46  | Sågen 1                 | 14.23 km  | Jari-Matti Latvala              | 7:32.4  | 113.24 km/h | Jari-Matti Latvala |
| Frazione 2 (11 febbraio)   | SS13  | 10:46 | Fredriksberg 1          | 18.15 km  | Mikko Hirvonen                  | 10:26.4 | 104.31 km/h | Jari-Matti Latvala |
| Frazione 2 (11 febbraio)   | SS14  | 12:03 | Hagfors Sprint 1        | 1.87 km   | Ott Tänak                       | 1:52.3  | 59.95 km/h  | Jari-Matti Latvala |
| Frazione 2 (11 febbraio)   | SS15  | 13:46 | Vargåsen 2              | 24.63 km  | Jari-Matti Latvala              | 13:02.6 | 113.30 km/h | Jari-Matti Latvala |
| Frazione 2 (11 febbraio)   | SS16  | 15:34 | Sågen 2                 | 14.23 km  | Jari-Matti Latvala              | 7:22.8  | 115.69 km/h | Jari-Matti Latvala |
| Frazione 2 (11 febbraio)   | SS17  | 16:34 | Fredriksberg 2          | 18.15 km  | Mikko Hirvonen                  | 10:26.7 | 104.26 km/h | Jari-Matti Latvala |
| Frazione 2 (11 febbraio)   | SS18  | 17:51 | Hagfors Sprint 2        | 1.87 km   | Ott Tänak Sébastien Loeb        | 1:58.0  | 57.05 km/h  | Jari-Matti Latvala |
| Frazione 3 (12 febbraio)   | SS19  | 8:34  | Lesjöfors 1             | 15.00 km  | Jari-Matti Latvala              | 9:10.3  | 98.13 km/h  | Jari-Matti Latvala |
| Frazione 3 (12 febbraio)   | SS20  | 9:10  | Rämmen 1                | 22.76 km  | Jari-Matti Latvala              | 11:47.1 | 115.88 km/h | Jari-Matti Latvala |
| Frazione 3 (12 febbraio)   | SS21  | 9:59  | Hagfors 1               | 4.66 km   | Mads Østberg                    | 3:05.2  | 90.58 km/h  | Jari-Matti Latvala |
| Frazione 3 (12 febbraio)   | SS22  | 12:08 | Lesjöfors 2             | 15.00 km  | Mads Østberg                    | 9:00.8  | 99.85 km/h  | Jari-Matti Latvala |
| Frazione 3 (12 febbraio)   | SS23  | 12:44 | Rämmen 2                | 22.76 km  | Jari-Matti Latvala              | 11:40.7 | 116.93 km/h | Jari-Matti Latvala |
| Frazione 3 (12 febbraio)   | SS24  | 14:11 | Hagfors 2 (Power stage) | 4.66 km   | Sébastien Loeb                  | 2:58.7  | 93.88 km/h  | Jari-Matti Latvala |

### Power Stage
| Pos | Pilota             | Tempo    | Distacco | V. media   | Punti |
| --- | ------------------ | -------- | -------- | ---------- | ----- |
| 1   | Sébastien Loeb     | 2:58.702 | 0.000    | 93.88 km/h | 3     |
| 2   | Petter Solberg     | 3:03.688 | +4.986   | 91.33 km/h | 2     |
| 3   | Jari-Matti Latvala | 3:04.406 | +5.704   | 90.97 km/h | 1     |

## Classifiche Mondiali

### Piloti
| Pos | Pilota             | Punti |
| --- | ------------------ | ----- |
| 1   | Sébastien Loeb     | 39    |
| 2   | Mikko Hirvonen     | 32    |
| 3   | Petter Solberg     | 29    |
| 4   | Jari-Matti Latvala | 26    |
| 5   | Evgeny Novikov     | 21    |
| 6   | Dani Sordo         | 18    |
| 7   | Mads Østberg       | 15    |
| 8   | François Delecour  | 8     |
| 9   | Henning Solberg    | 6     |
| 10  | Pierre Campana     | 6     |
| 11  | Ott Tänak          | 4     |
| 12  | Patrik Sandell     | 4     |
| 13  | Martin Prokop      | 4     |
| 14  | Armindo Araújo     | 1     |
| 15  | Eyvind Brynildsen  | 1     |

### Costruttori
| Pos | Team                                  | Punti |
| --- | ------------------------------------- | ----- |
| 1   | Citroën Total World Rally Team        | 65    |
| 2   | Ford World Rally Team                 | 55    |
| 3   | M-Sport Stobart Ford World Rally Team | 28    |
| 4   | Mini WRC Team                         | 26    |
| 5   | Qatar World Rally Team                | 8     |

### Piloti S-WRC
| Pos | Pilota               | Punti |
| --- | -------------------- | ----- |
| 1   | Craig Breen          | 43    |
| 2   | Per-Gunnar Andersson | 25    |
| 3   | Pontus Tidemand      | 15    |
| 4   | Hayden Paddon        | 12    |
| 5   | Yazeed Al-Rajhi      | 10    |
| 6   | Maciej Oleksowicz    | 8     |
| 7   | Alister McRae        | 6     |